# Потоп (село)
Вижте пояснителната страница за други значения на Потоп.
Потоп е село в Западна България. То се намира в Община Елин Пелин, Софийска област.

## География
Село Потоп се намира в планински район, на излизане от софийско поле по пътя на автомагистрала Хемус (втория висок мост). Селото се намира на 35 km от столицата София. Най-високата точка е връх „Вържа глава“. През селото минава и маловодната река Чурешка, която в миналото е била доста по-голяма и го е наводнила преди време (от там идва името на селото, което преди се е наричало Каменица).

## История
Селото съществува от няколко века, но се знае малко за историята му - населението се е занимавало предимно със земеделие.  Близо до селото се намира местността Жерково, в която след 9 септември комунистическата партия национализира селските имоти и прави паметник на отряд „Чавдар“ с музей. Това е защото по време на Третото Българско Царство в околностите на селото действат партизански отряди, като няма хора от самото село, участващи в тях. Карали са телата на убитите партизани в центъра на селото за назидание на местните - били оставяни за да може всички хора да ги видят. 
След 10 ноември селото се опитва да се възстанови. За съжаление средствата и възможностите са малко, като при много други в България.

## Религия
Всички хора в селото изповядват източноправославното християнство. На хълм в близост до селото се намира църквата „Успение Богородично“, която все още е запазена, въпреки че липсват пари за поддръжка. Намира се на около 100 метра по отбивка вдясно (нагоре) от пътя от с. Елешница, която започва точно на влизане в село Потоп (откъм Елешница).

## Обществени институции
Селото е с население от 52 души и това е причината, поради която неговите жители не избират своя кмет пряко, а се назначава кметски наместник от община Елин Пелин. В сградата на кметството се помещават и пенсионерският клуб, и младежкият дом.

## Културни и природни забележителности
В селото има извор който се намира в местността „Стубела“. За него хората казват, че има лечебни свойства. Също така там се намира и една голяма канара за която се смята че е съборена от планината от Крали Марко.

## Галерия
- Входът на селото откъм Елешница
- Сградата на кмеството, младежкия дом и пенсионерския клуб
- Река Чурешка
- Река Чурешка под АМ „Хемус“
- Черква „Успение Богородично“